# ديفيد أشوورث
ديفيد أشوورث (بالإنجليزية: David Ashworth)‏، توفي في عام 1947، ومدرب كرة قدم إيرلندي سابق.
و قد درب نادي أولدهام أثلتك منذ عام 1906 وحتى عام 1914، ودرب نادي ستوكبورت كاونتي في عام 1914 وحتى عام 1919، وقد درب نادي ليفربول منذ عام 1919 وحتى عام 1923، وعاد إلى تدريب نادي أولدهام أثلتك في موسم 1923/1924، وقد درب نادي مانشستر سيتي في موسم 1924/1925، وفي موسم 1926/1927 درب نادي والسال.

## وصلات خارجية
- ديفيد أشوورث على موقع Soccerbase.com (مدرب) (الإنجليزية)